# نانوتیوب سیلیکونی

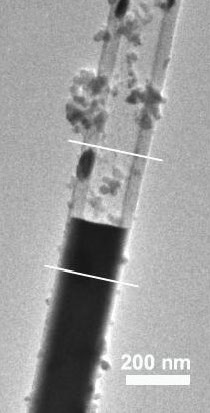
نانوتیوب سیلیکونی (قسمت بالا) که با اچ کردن جزئی از نانوسیم روی-اکسید با پوشش Si (قسمت پایین) ایجاد شده‌است.

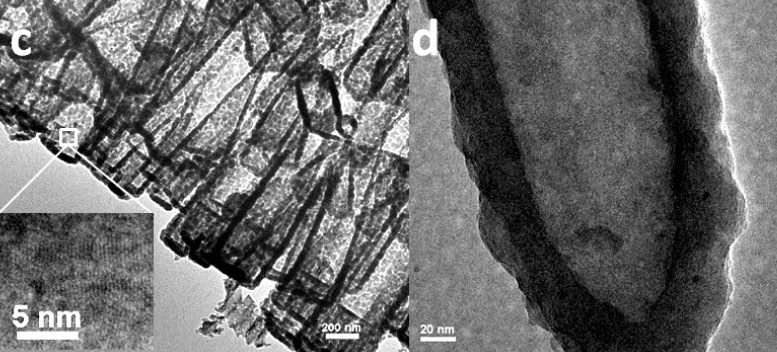
نانوتیوب‌های سیلیکونی که با اچ کردن نانوسیم‌های روی-اکسید با پوشش Si ایجاد می‌شوند.

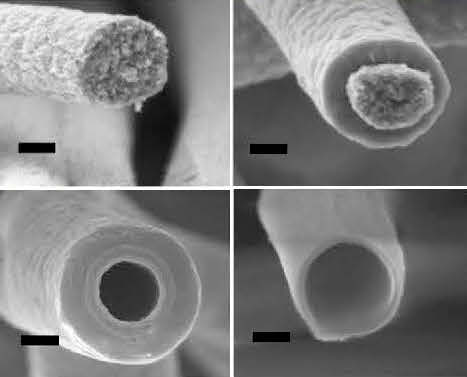
نانوتیوب‌های سیلیکونی که با استفاده از الگو کربنی تولید می‌شوند. جهت عقربه‌های ساعت: فیبر کربن؛ فیبر کربن پوشیده شده از سیلیکون؛ لوله اکسید سیلیکون باقی مانده پس از برداشتن هسته کربن؛ پوشش اکسید سیلیکون با سیلیکون پلی کریستالی. میله‌های مقیاس ۲۰۰ نانومتر

نانوتیوب‌های سیلیکونی نانوذراتی هستند که ساختاری شبیه لوله از اتم‌های سیلیکون ایجاد می‌کنند. آنها به دلیل خواص فیزیکی غیرعادی شان که اساساً با خواص بنیادی توده سیلیکونی متفاوت است، در فناوری دارای اهمیت هستند. اولین گزارش‌ها دربارهٔ نانوتیوب‌های سیلیکونی حدود سال ۲۰۰۰ منتشر شد.
نانوساختار های با بعد کم چون نانولوله ها و نانوسیم ها به داشتن خواصی که بطور برجسته از ساختار کریستالی متعارف مواد تشکیل دهنده خود متفاوت است، مانند اثرات کوانتوم مکانیکی در ابعاد کوچک و غیره شناخته می شوند. که در این بین نانوساختار های با بعد کم مبتنی بر کربن همانند لوله های کربنی و گرافن، توجه بسیاری را به خود جلب کرده اند. اعتقاد بر این است که نانوساختار های سیلیکونی یک نامزد بالقوه برای کاربرد های متنوع مانند ساخت آشکارساز های بهتر بیماری، سنسور های بیولوژیکی و لوازم الکترونیکی کوچک مانند تراشه های حافظه با چگالی فوق العاده بالا برای محاسبات فوق سریع می باشند.
تلاش های اساسی در زمینه بررسی شکل های نانومقیاس سیلیکون توسط گروه های مختلف منجر به ساخت نانوسیم ها، همچنین نانوخوشه های سیلیکونی گردیده است. نانوسیم های سیلیکونی به خاطر ویژگی های الکترونیکی و الکترونیک نوری منحصر به فرد و نانوخوشه های سیلیکونی نیز مخصوصا به خاطر ویژگی های پیش بینی نشده ی لومینسانس شان جالب توجه هستند.
دسته ای دیگر از نانوساختار های تک بعدی نانولوله های سیلیکونی می باشند که فرصتی را در زمینه هایی چون فناوری باتری، فوتوولتاییک، تحویل دارو، سنسور های بیولوژیکی، و غیره فراهم می آورند.

## تهیه و تولید
یک روش برای تهیه نانوتیوب‌های سیلیکونی استفاده از راکتوری با به کارگیری قوس الکتریکی و بدون استفاده از کاتالیزور است. برای اطمینان از خلوص کافی، راکتور تخلیه می‌شود و با گاز نجیب واکنش ناپذیر آرگون پر می‌شود. شکل‌گیری درست نانوتیوب‌ها به فرایند رسوب بخار شیمیایی بستگی دارد.
یک روش رایج تر در مقیاس آزمایشگاهی، استفاده از نانوسیم‌های ژرمانیوم، کربن یا اکسید روی به عنوان یک الگو است. سیلیکون، که معمولاً از گاز سیلان یا تتراکلرید سیلیکون می‌آید، روی نانوسیم‌ها رسوب می‌کند و هسته رها شده زیر تیوب سیلیکونی، حل نشده جدا می‌شود. رشد الگوهای نانوسیم، رسوب سیلیکون و نانوسیم اچ شده و در نتیجه هندسه نانوتیوب‌های سیلیسیم حاصل را می‌توان در روش دوم به دقت کنترل کرد. اگرچه، کوچکترین قطر داخلی به ده‌ها نانومتر محدود می‌شود.
مکانیزم‌های بخار-مایع-جامد(VLS) و جامد-مایع-جامد(SLS) از روش‌های متداول برای رشد نانوساختارهای سیلیکونی یک‌بعدی هستند. اگر چه، معمولاً تنها یک نوع فلز به عنوان کاتالیزور ترکیب می‌شود و به‌همین‌دلیل نمی‌توان برای رشد نانو ساختارهای توخالی (لوله ای) سیلیکونی از آن استفاده کرد. در تلاش‌های اخیر، از یک کاتالیزور دولایه نیکل-طلا برای مزیت‌بخشی بیشتر نرخ رشد نابرابر کاتالیزورهای فلزی تشکیل دهنده استفاده شده‌است. با استفاده از این تکنیک‌های اصلاح شده VLS و SLS، نانوتیوب‌های سیلیکونی چند جداره با ضخامت دیواره جانبی تنها چند نانومتر، تولید شده‌اند.

## کاربردها
به خاطر رسانایی بالستیک آن‌ها، نانوتیوب‌ها و نانوسیم‌های سیلیکونی در صنعت الکترونیک مورد استفاده قرار می‌گیرند. به عنوان مثال در مولدهای ترموالکتریک استفاده می‌شوند. از آنجا که ساختار می‌تواند مولکول‌های هیدروژن را جای دهد و پس از آن ممکن است زغال سنگ را شبیه CO 2، در نظر بگیرد که در نتیجه نانومواد سیلیکون ممکن است مانند یک سوخت فلزی رفتار کنند. یک نانوتیوب سیلیکونی شارژ شده با هیدروژن، انرژی را تحویل می‌دهد و در این فرایند آب، اتانول، سیلیکون و ماسه به صورت رسوب باقی می‌مانند. اگر چه، از آنجایی که تولید هیدروژن به انرژی بسیار زیادی نیاز دارد، این تنها یک روش پیشنهادی برای ذخیره انرژی است، نه تولید آن.

### باتری های لیتیوم-یونی
نانوتیوب‌های سیلیکونی و نانوسیم‌های سیلیکونی را می‌توان در باتری‌های لیتیوم یونی استفاده کرد. باتری‌های لیتیوم یونی سنتی از گرافیت کربن به عنوان آند استفاده می‌کنند، اما جایگزین کردن آن با نانوتیوب‌های سیلیکونی به صورت تجربی ظرفیت آند (بر اساس جرم) را تا ضریب ۱۰ افزایش می‌دهد (اگر چه بهتر شدن ظرفیت کلی به دلیل ظرفیت‌های کاتد ویژه کمتر است). .
راشید یازامی در مقدمه کتاب خود "نانومواد برای باتری های لیتیوم یون" (یازمی، 2014) مزایای نانومواد را به عنوان افزایش انرژی و چگالی توان در مقایسه با فناوری های مقیاس میکرونی توصیف می کند. این مواد فوق‌العاده کوچک به دلیل نسبت بالای سطح به حجم، می‌توانند مکان‌های بیشتری را برای ذخیره لیتیوم فراهم کنند. علاوه بر این، اعتقاد بر این است که نانومواد می توانند آن سایت ها را بسیار سریعتر از سایر فناوری ها پر کنند. هر دو ویژگی مزایای افزایش انرژی و چگالی توان را ارائه می دهند. نانومواد را می توان روی کاتد، آند، جداکننده یا سایر اجزا اعمال کرد.
در خصوص باتری‌های لیتیوم یونی، انواع مختلفی از نانو مواد وجود دارد، از جمله نانولوله‌ها، نانومیله‌ها، نانوسیم‌ها، نانوفلکه‌ها، نانوذرات، نانوصفحات، نانوپوسته‌ها، نانوروبان‌ها و نانوکره‌ها. محققان در حال توسعه بسیاری از فاکتورهای شکل منحصر به فرد نانومواد برای دستیابی به ویژگی های مختلف هستند. نانومواد بر اساس انواع مواد مورد استفاده مانند نانولوله های کربنی (CNT) یا نانولوله های سیلیکونی (SNT) به دو دسته عمده تقسیم می شوند. یک نمای ساده از یک نانوسیم ممکن است مانند علف در حال رشد در چمن شما باشد. نانوساختارها معمولاً مستقیماً روی کلکتور جریان فلزی رشد می کنند.

#### آند مبتنی بر سیلیکون
سیلیکون (Si) به دلیل ظرفیت نظری خاص و جذاب خود (بیش از 3500 میلی آمپر ساعت برای سیستم لیتیوم یونی) و پتانسیل تخلیه کم (370 میلی ولت در مقابل لیتیم) یک ماده امیدوارکننده است. کاربرد نانوساختارهای سیلیکونی به‌عنوان آند لیتیوم یونی به‌قدری متنوع است که بررسی‌های کامل روی آن انجام شده است؛ اما یکی از چالش های اصلی آند مبتنی بر سیلیکون، انبساط یا انقباض شدید حجم در حین قرار دادن آن یا خارج کردن آن است. چالش دیگر آند سیلیکون، رسانایی الکتریکی پایین آن است. و از مزایای این نانوساختار می توان به فراهم کردن فضایی برای کاهش تنش و کرنش در هنگام تغییر حجم اشاره نمود.

### نیمه‌هادی ها
یکی دیگر از کاربردهای در حال توسعه نانوتیوب سیلیکونی کاربرد در نشر نور است. از آنجایی که سیلیکون یک نیمه هادی نوار ممنوعه غیر مستقیم است، بازده کوانتومی نوترکیب تابشی در این ماده بسیار کم است. با کاهش ضخامت نانو ساختارهایی با پایه سیلیکون به زیر شعاع مؤثر بور (در سیلیکون حدود حدود ۹ نانومتر) بازده کوانتومی انتشار نور از این ماده به دلیل اثر چاه پتانسیل کوانتومی افزایش می‌یابد. با تکیه بر این اطلاعات، قابلیت انتشار نور ناتیوب‌های سیلیکونی با دیواره‌های جانبی بسیار نازک نشان داده شده‌است.

### زیست پزشکی
نانولوله‌های سیلیکونی دسته جدیدی از نانولوله‌های معدنی هستند که می‌توانند برای جداسازی زیستی، تحویل دارو، تصویربرداری و سایر کاربردهای زیست‌پزشکی استفاده شوند. استفاده از این نانولوله‌های سیلیکونی برای استفاده در کاربردهای زیست پزشکی هنوز در مراحل اولیه تحقیق است. برخی از خواصی که نیاز به بررسی بیشتر دارند، ویژگی‌های ساختاری و عملکردی هستند که بر زیست سازگاری و جذب سلولی نانولوله‌ها تأثیر می‌گذارند.